# Okręty hydrograficzne typu Echo
Okręty hydrograficzne typu Echo – brytyjskie okręty hydrograficzne, które weszły do służby w Royal Navy w 2003 roku. Zbudowano dwa okręty, który są wykorzystywane głównie do działań pomocniczych na rzecz okrętów podwodnych i sił desantowych, wspierają także działania sił zwalczających miny morskie.

## Historia
W czerwcu 2000 roku brytyjskie Ministerstwo Obrony złożyło w stoczni Appledore Shipbuilders z Bideford zamówienie na budowę dwóch okrętów hydrograficznych typu Echo. Okręty weszły do służby w 2003 roku. Wyposażono je w napęd diesel-elektryczny i po raz pierwszy zastosowane na jednostkach Royal Navy pędniki azymutalne. Głównym wyposażeniem okrętów są najnowsze wersje sonarów, zarówno zamontowanych w kadłubie jak i holowanych.

## Okręty
| Nazwa (nr taktyczny) | Stocznia                         | Zamówienie | Data wodowania | Wejście do służby |
| -------------------- | -------------------------------- | ---------- | -------------- | ----------------- |
| HMS Echo (H87)       | Appledore Shipbuilders, Bideford | 19.06.2000 | 04.03.2002     | 07.03.2003        |
| HMS Enterprise (H88) | Appledore Shipbuilders, Bideford | 19.06.2000 | 02.05.2002     | 17.10.2003        |